# Peripandalus serratus
Peripandalus serratus is een garnalensoort uit de familie van de Pandalidae. De wetenschappelijke naam van de soort is voor het eerst geldig gepubliceerd in 1873 door A.Milne-Edwards.